# Nectonematidae
Nectonematidae är en familj av djur. Nectonematidae ingår i ordningen Nectonematida, fylumet tagelmaskar och riket djur.